# اووک هیل (کانزاس)
اووک هیل (به انگلیسی: Oak Hill) شهری در ایالت کانزاس کشور ایالات متحده آمریکا است که جمعیت آن در سرشماری سال ۲۰۱۰ میلادی، ۲۴ نفر بوده‌است.